# خار کت بالا
خرکت شوریان (به لاتین: KhurKat-e Bala) یک منطقهٔ مسکونی در افغانستان است که در ولسوالی نسی دواز  واقع شده‌است.